# Cellule (Rwanda)
Pour les articles homonymes, voir Cellule.
La cellule (en kinyarwanda : akagari au singulier, utugari au pluriel) est une entité administrative du Rwanda, subdivision de chacun des secteurs qui composent les districts, qui composent eux-mêmes les 5 provinces du pays. Chaque cellule est divisée en « villages » (Nyumbakumi). 

## Note
1. ↑  Nyumbakumi : « 10 maisons » en swahili